# Liste der Verkehrsflughäfen in Europa
Diese Liste stellt eine Übersicht der wichtigsten Verkehrsflughäfen auf dem europäischen Kontinent dar.

## Liste der 10 größten Verkehrsflughäfen in Europa
Erklärung

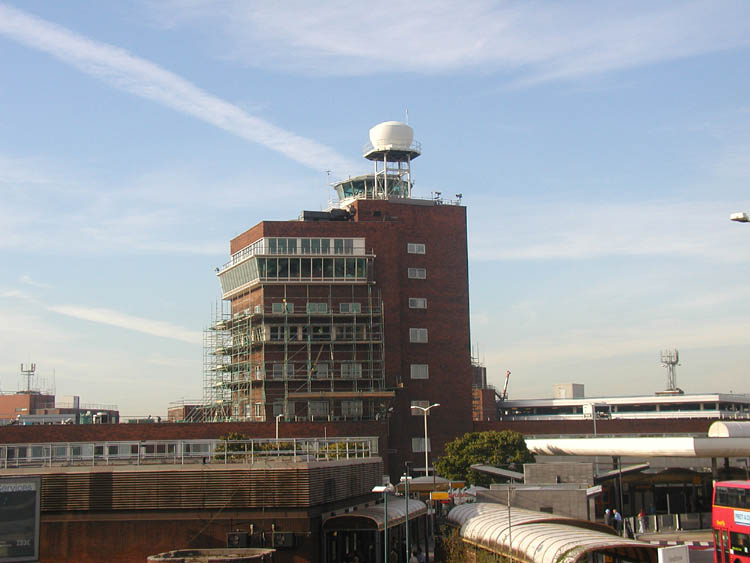
Flughafen London-Heathrow – größter europäischer Flughafen

- Name des Flughafens: Nennt den Namen des Flughafens.
- Land: Nennt das Land des Flughafens.
- IATA-Code: Der Code besteht aus einer Kombination von drei lateinischen Buchstaben und dient zu einer eindeutigen Kennzeichnung der einzelnen Verkehrsflughäfen. Der IATA-Code wird von der International Air Transport Association (IATA) vergeben.
- ICAO-Code: Der ICAO-Code wird von der International Civil Aviation Organization vergeben und besteht aus einer eindeutigen Kombination aus vier lateinischen Buchstaben.
- Höhe in m: Gibt die Höhe über dem Meeresspiegel des Flughafens an.
- Eröffnung: Nennt das Jahr, in dem der Flughafen am aktuellen Standort eröffnet wurde.
- Passagiere: Gibt die gesamte Passagierzahl des Flughafens für das Jahr 2016 an.[1] Darin enthalten sind Linienverkehr, Pauschalreiseverkehr, kommerzieller Verkehr, gewerblicher Verkehr und sonstiger Verkehr. Hinzu kommt der nichtgewerbliche Verkehr, wie Werksverkehr und nichtkommerzieller Verkehr.
- Fracht in t (Tonnen): Gibt die insgesamt auf dem Flughafen umgeschlagene Luftfracht inklusive Luftpost in Tonnen für das Jahr 2010 an.[2] Kursiv gesetzte Daten stammen von vor 2010.
- Flugbewegungen: Gibt die gesamten Flugbewegungen des Flughafens für das Jahr 2010 an.[2] Kursiv gesetzte Daten stammen aus der Zeit vor 2010. Darin enthalten sind Linienverkehr, Pauschalreiseverkehr, kommerzieller Verkehr, gewerblicher Verkehr und sonstiger Verkehr. Hinzu kommt der nichtgewerbliche Verkehr, wie Werksverkehr und nichtkommerzieller Verkehr.
- SLB: SLB steht für Start- und Landebahnen. Nennt die Zahl der Start- und Landebahnen des Flughafens.
Anmerkung: Über die Pfeile ist ein Navigieren zwischen dieser Liste und der Liste mit den konkreten Bahndaten in beide Richtungen möglich.
  - Bahn in m: Gibt die Länge und Breite der Start- und Landebahn in Metern an.
  - Richtung: Gibt die Richtung der Start- und Landebahn des Flugplatzes in gerundeten Graden an. Sie wird mit zwei Zahlen gekennzeichnet, je eine für die beiden Richtungen. Verfügt der Flugplatz über zwei parallel verlaufende Start- und Landebahnen, erhält die rechts gelegene Bahn den Buchstaben R und die linke ein L. Die Gegenrichtungen entsprechend umgekehrt, beispielsweise 09L/27R und 09R/27L. Bei drei parallelen Bahnen wird für die mittlere Bahn der Buchstabe C (vom englischen center) benutzt, beispielsweise 09C/27C.
  - Art: Nennt die Art des Belages der Start- und Landebahn des Flugplatzes. Dies kann Asphalt oder Beton sein. Manche Bahnen bestehen aus einer Kombination von zwei Belägen.
  - Anmerkung: Bei der Anzahl der Start- und Landebahnen ist immer die Gesamtzahl der zur Verfügung stehenden Bahnen angegeben. Für die Abwicklung des Flugverkehrs ist aber nicht die Gesamtzahl der Bahnen ausschlaggebend, sondern die Anzahl der Bahnen, die gleichzeitig genutzt werden können. Beispiel: Atlanta hat fünf Start- und Landebahnen und kann diese alle gleichzeitig nutzen, weil sie parallel verlaufen. Chicago O’Hare hat sieben Start- und Landebahnen, kann aber maximal vier Bahnen gleichzeitig nutzen, weil die anderen drei Bahnen in behindernden Richtungen verlaufen.
  - Flughafendiagramm: Zeigt ein Diagramm des Flughafens.
- Fläche in ha: Gibt die Gesamtfläche des Flughafenareals in Hektar an.
- Mitarbeiter: Gibt die Anzahl der unmittelbar im Flughafenareal Beschäftigten an. Teilweise sind auch direkt zuzuordnende Arbeitsplätze (beispielsweise von außenliegenden Cateringfirmen) mitgezählt. Nicht gerechnet werden die mittelbaren Arbeitsplätze, beispielsweise von Transportfirmen, externen Dienstleistern und andere.
- Anmerkung: Daten, die nicht bekannt sind, werden mit n. v. (nicht verfügbar) gekennzeichnet.

Hinweis: Die Liste ist sortierbar: Durch Anklicken der Pfeile eines Spaltenkopfes wird die Liste nach dieser Spalte sortiert, zweimaliges Anklicken kehrt die Sortierung um. Durch das Anklicken zweier Spalten hintereinander lässt sich jede gewünschte Kombination erzielen.
| Name des Flughafens     | Land | IATA- Code | ICAO- Code | Höhe in m | Eröffnung | Passagiere | Fracht in t | Flugbewegungen | SLB | Fläche in ha | Mitarbeiter |
| ----------------------- | ---- | ---------- | ---------- | --------- | --------- | ---------- | ----------- | -------------- | --- | ------------ | ----------- |
| Amsterdam Schiphol      | NED  | AMS        | EHAM       | −4        | 1916      | 63.618.867 | 1.538.135   | 402.374        | 6   | 2.787        | 61.700      |
| Barcelona               | ESP  | BCN        | LEBL       | 4         | 1916      | 44.131.031 | 104.239     | 277.832        | 3   | 1.300        | 15.000      |
| Frankfurt               | GER  | FRA        | EDDF       | 111       | 1936      | 60.786.937 | 2.275.106   | 464.432        | 4   | 2.160        | 71.500      |
| Istanbul-Atatürk        | TUR  | IST        | LTBA       | 50        | 1912      | 60.011.454 | 466.553     | 283.953        | 3   | 947          | 25.000      |
| London-Gatwick          | GBR  | LGW        | EGKK       | 60        | 1930      | 43.136.047 | 107.720     | 240.500        | 2   | 680          | 25.000      |
| London-Heathrow         | GBR  | LHR        | EGLL       | 25        | 1946      | 75.714.970 | 1.551.405   | 454.883        | 2   | 1.333        | 70.000      |
| Madrid-Barajas          | ESP  | MAD        | LEMD       | 610       | 1931      | 50.400.442 | 328.985     | 433.683        | 4   | 3.944        | 45.000      |
| München                 | GER  | MUC        | EDDM       | 448       | 1992      | 42.261.309 | 286.201     | 409.956        | 2   | 1.560        | 28.000      |
| Paris-Charles de Gaulle | FRA  | CDG        | LFPG       | 119       | 1974      | 65.935.748 | 2.399.067   | 499.997        | 4   | 3.500        | 75.500      |
| Rom-Fiumicino           | ITA  | FCO        | LIRF       | 5         | 1961      | 41.738.662 | 164.545     | 329.269        | 4   | 1.660        | n. v.       |

## Wichtige europäische Verkehrsflughäfen

### Albanien
| Name des Flughafens | IATA-Code | ICAO-Code | Passagiere (2024) | Zugeordnete Stadt |
| ------------------- | --------- | --------- | ----------------- | ----------------- |
| Flughafen Tirana    | TIA       | LATI      | 10.708.975        | Tirana            |

### Belarus
| Name des Flughafens | IATA-Code | ICAO-Code | Passagiere (2023) | Zugeordnete Stadt |
| ------------------- | --------- | --------- | ----------------- | ----------------- |
| Flughafen Brest     | BQT       | UMBB      |                   | Brest             |
| Flughafen Minsk-1   |           | UMMM      |                   | Minsk             |
| Flughafen Minsk-2   | MSQ       | UMMS      | 2.497.631         | Minsk             |
| Flughafen Grodno    |           | UMMG      |                   | Grodno            |

### Belgien
| Name des Flughafens         | IATA-Code | ICAO-Code | Passagiere      | Zugeordnete Stadt |
| --------------------------- | --------- | --------- | --------------- | ----------------- |
| Flughafen Antwerpen         | ANR       | EBAW      | 00,21 Mio. 2024 | Antwerpen         |
| Flughafen Brüssel-Zaventem  | BRU       | EBBR      | 23,61 Mio. 2024 | Brüssel           |
| Flughafen Brüssel-Charleroi | CRL       | EBCI      | 09,40 Mio. 2023 | Brüssel/Charleroi |
| Flughafen Lüttich           | LGG       | EBLG      | 00,16 Mio. 2024 | Lüttich           |
| Flughafen Ostende-Brügge    | OST       | EBOS      | 00,38 Mio. 2023 | Ostende/Brügge    |

### Bosnien und Herzegowina
| Name des Flughafens  | IATA-Code | ICAO-Code | Passagiere (2024) | Zugeordnete Stadt |
| -------------------- | --------- | --------- | ----------------- | ----------------- |
| Flughafen Banja Luka | BNX       | LQBK      | 399.176           | Banja Luka        |
| Flughafen Mostar     | OMO       | LQMO      | 47.333            | Mostar            |
| Flughafen Sarajevo   | SJJ       | LQSA      | 1.821.762         | Sarajevo          |
| Flughafen Tuzla      | TZL       | LQTZ      | 207.778           | Tuzla             |

### Bulgarien
| Name des Flughafens         | IATA-Code | ICAO-Code | Passagiere (2024) | Zugeordnete Stadt |
| --------------------------- | --------- | --------- | ----------------- | ----------------- |
| Flughafen Sofia             | SOF       | LBSF      | 7.922.702         | Sofia             |
| Flughafen Plowdiw           | PDV       | LBPD      | 160.677           | Plowdiw           |
| Flughafen Warna             | VAR       | LBWN      | 1.557.017         | Warna             |
| Flughafen Burgas            | BOJ       | LBBG      | 1.808.300         | Burgas            |
| Flughafen Gorna Orjachowiza | GOZ       | LBGO      | 123               | Gorna Orjachowiza |

### Dänemark (Königreich Dänemark)
| Name des Flughafens  | IATA-Code | ICAO-Code | Passagiere      | Zugeordnete Stadt |
| -------------------- | --------- | --------- | --------------- | ----------------- |
| Flughafen Aalborg    | AAL       | EKYT      | 01,45 Mio. 2024 | Aalborg           |
| Flughafen Aarhus     | AAR       | EKAH      | 00,51 Mio. 2024 | Aarhus            |
| Flughafen Billund    | BLL       | EKBI      | 03,90 Mio. 2024 | Billund           |
| Flughafen Bornholm   | RNN       | EKRN      | 00,16 Mio. 2024 | Rønne, Bornholm   |
| Flughafen Esbjerg    | EBJ       | EKEB      | 00,08 Mio. 2024 | Esbjerg           |
| Flughafen Karup      | KRP       | EKKA      | 00,01 Mio. 2024 | Herning           |
| Kastrup Airport      | CPH       | EKCH      | 29,88 Mio. 2024 | Kopenhagen        |
| Roskilde Airport     | RKE       | EKRK      | 00,02 Mio. 2024 | Kopenhagen        |
| Flughafen Odense     | ODE       | EKOD      | 00,01 Mio. 2024 | Odense            |
| Flughafen Sønderborg | SGD       | EKSB      | 00,06 Mio. 2024 | Sønderborg        |

### Deutschland
| Name des Flughafens      | IATA-Code | ICAO-Code | Passagiere (2024) | Zugeordnete Stadt                                     |
| ------------------------ | --------- | --------- | ----------------- | ----------------------------------------------------- |
| Flughafen Berlin         | BER       | EDDB      | 25,47 Mio.        | Berlin                                                |
| Flughafen Dortmund       | DTM       | EDLW      | 3,13 Mio.         | Dortmund                                              |
| Flughafen Düsseldorf     | DUS       | EDDL      | 20,04 Mio.        | Düsseldorf                                            |
| Flughafen Frankfurt Main | FRA       | EDDF      | 61,56 Mio.        | Frankfurt                                             |
| Flughafen Hamburg        | HAM       | EDDH      | 14,83 Mio.        | Hamburg                                               |
| Flughafen Hannover       | HAJ       | EDDV      | 5,22 Mio.         | Langenhagen                                           |
| Flughafen Köln/Bonn      | CGN       | EDDK      | 10,01 Mio.        | Köln und Troisdorf                                    |
| Flughafen München        | MUC       | EDDM      | 41,57 Mio.        | Keine direkte Stadt (München)                         |
| Flughafen Nürnberg       | NUE       | EDDN      | 4,03 Mio.         | Nürnberg                                              |
| Flughafen Stuttgart      | STR       | EDDS      | 9,15 Mio.         | Echterdingen, Bernhausen und Stuttgart (S‑Plieningen) |

### Estland
| Name des Flughafens  | IATA-Code | ICAO-Code | Passagiere (2024) | Zugeordnete Stadt |
| -------------------- | --------- | --------- | ----------------- | ----------------- |
| Flughafen Kärdla     | KDL       | EEKA      | 15.307            | Kärdla            |
| Flughafen Kuressaare | URE       | EEKE      | 42.490            | Kuressaare        |
| Flughafen Pärnu      | EPU       | EEPU      | 1.097             | Pärnu             |
| Flughafen Tallinn    | TLL       | EETN      | 3.492.114         | Tallinn           |
| Flughafen Tartu      | TAY       | EETU      | 27.270            | Tartu             |

### Färöer (Königreich Dänemark)
| Name des Flughafens | IATA-Code | ICAO-Code | Passagiere      | Zugeordnete Orte |
| ------------------- | --------- | --------- | --------------- | ---------------- |
| Flughafen Vágar     | FAE       | EKVG      | 00,44 Mio. 2024 | Insel Vágar      |

### Finnland
| Name des Flughafens           | IATA-Code | ICAO-Code | Passagiere      | Zugeordnete Stadt |
| ----------------------------- | --------- | --------- | --------------- | ----------------- |
| Flughafen Enontekiö           | ENF       | EFET      | 00,00 Mio. 2024 | Hetta             |
| Flughafen Helsinki-Vantaa     | HEL       | EFHK      | 16,31 Mio. 2024 | Helsinki          |
| Flughafen Ivalo               | IVL       | EFIV      | 00,25 Mio. 2024 | Ivalo             |
| Flughafen Joensuu             | JOE       | EFJO      | 00,04 Mio. 2024 | Joensuu           |
| Flughafen Jyväskylä           | JYV       | EFJY      | 00,03 Mio. 2024 | Jyväskylä         |
| Flughafen Kajaani             | KAJ       | EFKI      | 00,04 Mio. 2024 | Kajaani           |
| Flughafen Kemi-Tornio         | KEM       | EFKE      | 00,03 Mio. 2024 | Kemi              |
| Flughafen Kittilä             | KTT       | EFKT      | 00,41 Mio. 2024 | Kittilä           |
| Flughafen Kokkola-Pietarsaari | KOK       | EFKK      | 00,03 Mio. 2024 | Kokkola           |
| Flughafen Kuopio              | KUO       | EFKU      | 00,13 Mio. 2024 | Kuopio            |
| Flughafen Kuusamo             | KAO       | EFKS      | 00,13 Mio. 2024 | Kuusamo           |
| Flughafen Lappeenranta        | LPP       | EFLP      | 00,03 Mio. 2024 | Lappeenranta      |
| Flughafen Mariehamn           | MHQ       | EFMA      | 00,04 Mio. 2024 | Mariehamn         |
| Flughafen Oulu                | OUL       | EFOU      | 00,58 Mio. 2024 | Oulu              |
| Flughafen Pori                | POR       | EFPO      | 00,01 Mio. 2024 | Pori              |
| Flughafen Rovaniemi           | RVN       | EFRO      | 00,95 Mio. 2024 | Rovaniemi         |
| Flughafen Savonlinna          | SVL       | EFSA      | 00,01 Mio. 2024 | Savonlinna        |
| Flughafen Tampere-Pirkkala    | TMP       | EFTP      | 00,16 Mio. 2024 | Tampere           |
| Flughafen Turku               | TKU       | EFTU      | 00,26 Mio. 2024 | Turku             |
| Flughafen Vaasa               | VAA       | EFVA      | 00,18 Mio. 2024 | Vaasa             |

### Frankreich
| Name des Flughafens                    | IATA-Code     | ICAO-Code | Passagiere      | Zugeordnete Stadt/Städte                  |
| -------------------------------------- | ------------- | --------- | --------------- | ----------------------------------------- |
| Flughafen Agen                         | AGF           | LFBA      | 00,01 Mio. 2019 | Agen, Nouvelle-Aquitaine                  |
| Flughafen Ajaccio                      | AJA           | LFKJ      | 01,41 Mio. 2021 | Ajaccio, Korsika                          |
| Flughafen Angoulême-Cognac             | ANG           | LFBU      | 00,01 Mio. 2014 | Angoulême, Nouvelle-Aquitaine             |
| Flughafen Annecy                       | NCY           | LFLP      | 00,00 Mio. 2019 | Annecy, Auvergne-Rhône-Alpes              |
| Flughafen Aurillac                     | AUR           | LFLW      | 00,02 Mio. 2021 | Aurillac, Auvergne-Rhône-Alpes            |
| Flughafen Avignon                      | AVN           | LFMV      | 00,01 Mio. 2021 | Avignon, Provence-Alpes-Côte d’Azur       |
| Flughafen Basel-Mülhausen              | MLH/EAP(/BSL) | LFSB      | 03,61 Mio. 2021 | Basel (CH), Mülhausen (F), Freiburg (D)   |
| Flughafen Bastia                       | BIA           | LFKB      | 01,20 Mio. 2021 | Bastia, Korsika                           |
| Flughafen Bergerac-Roumanière          | EGC           | LFBE      | 00,07 Mio. 2021 | Bergerac, Nouvelle-Aquitaine              |
| Flughafen Béziers                      | BZR           | LFMU      | 00,09 Mio. 2021 | Béziers, Okzitanien                       |
| Flughafen Biarritz                     | BIQ           | LFBZ      | 00,61 Mio. 2021 | Biarritz, Nouvelle-Aquitaine              |
| Flughafen Bordeaux                     | BOD           | LFBD      | 03,05 Mio. 2021 | Bordeaux, Nouvelle-Aquitaine              |
| Flughafen Brest                        | BES           | LFRB      | 00,65 Mio. 2021 | Brest, Bretagne                           |
| Flughafen Caen                         | CFR           | LFRK      | 00,23 Mio. 2021 | Caen, Normandie                           |
| Flughafen Calvi                        | CLY           | LFKC      | 00,30 Mio. 2021 | Calvi, Korsika                            |
| Flughafen Carcassonne                  | CCF           | LFMK      | 00,09 Mio. 2021 | Carcassonne, Okzitanien                   |
| Flughafen Castres-Mazamet              | CDM           | LFCK      | 00,03 Mio. 2021 | Castres, Okzitanien                       |
| Flughafen Châlons Vatry                | XCR           | LFOK      | 00,04 Mio. 2021 | Châlons-en-Champagne, Grand Est           |
| Flughafen Chambéry-Savoie              | CMF           | LFLB      | 00,20 Mio. 2019 | Chambéry, Auvergne-Rhône-Alpes            |
| Flughafen Châteauroux                  | CHR           | LFLX      | 00,00 Mio. 2019 | Châteauroux, Centre-Val de Loire          |
| Flughafen Cherbourg-Maupertus          | CER           | LFRC      | 00,00 Mio. 2019 | Cherbourg-Octeville, Normandie            |
| Flughafen Clermont-Ferrand Auvergne    | CFE           | LFLC      | 00,09 Mio. 2021 | Clermont-Ferrand, Auvergne-Rhône-Alpes    |
| Flughafen Deauville                    | DOL           | LFRG      | 00,03 Mio. 2021 | Deauville, Normandie                      |
| Flughafen Dinard-Pleurtuit-Saint-Malo  | DNR           | LFRD      | 00,10 Mio. 2019 | Dinard, Bretagne                          |
| Flughafen Dijon-Bourgogne              | DIJ           | LFSD      | 00,00 Mio. 2021 | Dijon, Bourgogne-Franche-Comté            |
| Flughafen Figari                       | FSC           | LFKF      | 00,78 Mio. 2021 | Figari, Korsika                           |
| Flughafen Grenoble                     | GNB           | LFLS      | 00,02 Mio. 2021 | Grenoble, Auvergne-Rhône-Alpes            |
| Flughafen La Rochelle                  | LRH           | LFBH      | 00,06 Mio. 2021 | La Rochelle, Nouvelle-Aquitaine           |
| Flughafen Lannion-Côte de Granit       | LAI           | LFRO      | 00,03 Mio. 2014 | Lannion, Bretagne                         |
| Flughafen Le Havre                     | LEH           | LFOH      | 00,00 Mio. 2021 | Le Havre, Normandie                       |
| Flughafen Lille                        | LIL           | LFQQ      | 01,17 Mio. 2021 | Lille, Hauts-de-France                    |
| Flughafen Limoges                      | LIG           | LFBL      | 00,07 Mio. 2021 | Limoges, Nouvelle-Aquitaine               |
| Flughafen Lorient Bretagne Sud         | LRT           | LFRH      | 00,01 Mio. 2021 | Lorient, Bretagne                         |
| Flughafen Lourdes-Tarbes               | LDE           | LFBT      | 00,12 Mio. 2021 | Lourdes, Okzitanien                       |
| Flughafen Lyon Saint-Exupéry           | LYS           | LFLL      | 04,52 Mio. 2021 | Lyon, Auvergne-Rhône-Alpes                |
| Flughafen Marseille Provence           | MRS           | LFML      | 04,66 Mio. 2021 | Marseille, Provence-Alpes-Côte d’Azur     |
| Flughafen Metz-Nancy-Lothringen        | ETZ           | LFJL      | 00,02 Mio. 2021 | Metz/Nancy, Grand Est                     |
| Flughafen Montpellier                  | MPL           | LFMT      | 01,10 Mio. 2021 | Montpellier, Okzitanien                   |
| Flughafen Nantes Atlantique            | NTE           | LFRS      | 03,29 Mio. 2021 | Nantes, Pays de la Loire                  |
| Flughafen Nîmes-Alès-Camargue-Cévennes | FNI           | LFTW      | 00,07 Mio. 2021 | Nîmes, Okzitanien                         |
| Flughafen Nizza                        | NCE           | LFMN      | 06,54 Mio. 2021 | Nizza, Provence-Alpes-Côte d’Azur         |
| Flughafen Beauvais-Tillé               | BVA           | LFOB      | 02,07 Mio. 2021 | Paris/Beauvais, Hauts-de-France           |
| Flughafen Paris-Charles-de-Gaulle      | CDG           | LFPG      | 26,20 Mio. 2021 | Paris, Île-de-France                      |
| Flughafen Paris-Orly                   | ORY           | LFPO      | 15,72 Mio. 2021 | Paris, Île-de-France                      |
| Flughafen Pau-Pyrenäen                 | PUF           | LFBP      | 00,24 Mio. 2021 | Pau, Nouvelle-Aquitaine                   |
| Flughafen Perpignan                    | PGF           | LFMP      | 00,25 Mio. 2021 | Perpignan, Okzitanien                     |
| Flughafen Poitiers-Biard               | PIS           | LFBI      | 00,03 Mio. 2021 | Poitiers, Nouvelle-Aquitaine              |
| Flughafen Quimper-Cornouaille          | UIP           | LFRQ      | 00,01 Mio. 2021 | Quimper, Bretagne                         |
| Flughafen Rennes                       | RNS           | LFRN      | 00,39 Mio. 2021 | Rennes, Bretagne                          |
| Flughafen Rodez-Aveyron                | RDZ           | LFCR      | 00,03 Mio. 2021 | Rodez, Okzitanien                         |
| Flughafen Rouen                        | URO           | LFOP      | 00,11 Mio. 2019 | Rouen, Normandie                          |
| Flughafen Saint-Étienne – Bouthéon     | EBU           | LFMH      | 00,00 Mio. 2021 | Saint-Étienne, Auvergne-Rhône-Alpes       |
| Flughafen Straßburg                    | SXB           | LFST      | 00,63 Mio. 2021 | Straßburg, Grand Est                      |
| Flughafen Toulon-Hyères                | TLN           | LFTH      | 00,35 Mio. 2021 | Toulon/Hyères, Provence-Alpes-Côte d’Azur |
| Flughafen Toulouse-Blagnac             | TLS           | LFBO      | 03,82 Mio. 2021 | Toulouse, Okzitanien                      |
| Flughafen Tours                        | TUF           | LFOT      | 00,06 Mio. 2021 | Tours, Centre-Val de Loire                |

### Griechenland
| Name des Flughafens                   | IATA-Code | ICAO-Code | Passagiere      | Zugeordnete Stadt    |
| ------------------------------------- | --------- | --------- | --------------- | -------------------- |
| Flughafen Aktio                       | PVK       | LGPZ      | 00,77 Mio. 2022 | Preveza              |
| Flughafen Alexandroupoli              | AXD       | LGAL      | 00,25 Mio. 2022 | Alexandroupoli       |
| Flughafen Araxos                      | GPA       | LGRX      | 00,10 Mio. 2022 | Patras               |
| Flughafen Athen-Eleftherios Venizelos | ATH       | LGAV      | 22,73 Mio. 2022 | Athen                |
| Flughafen Chania                      | CHQ       | LGHI      | 03,29 Mio. 2022 | Chania, Kreta        |
| Flughafen Chios                       | JKH       | LGKI      | 00,24 Mio. 2022 | Chios                |
| Flughafen Ioannina                    | IOA       | LGIO      | 00,07 Mio. 2022 | Ioannina             |
| Flughafen Iraklio                     | HER       | LGIR      | 08,09 Mio. 2022 | Iraklio, Kreta       |
| Flughafen Kalamata                    | KLX       | LGKL      | 00,35 Mio. 2022 | Kalamata             |
| Flughafen Karpathos                   | AOK       | LGKP      | 00,28 Mio. 2022 | Karpathos, Karpathos |
| Flughafen Kavala                      | KVA       | LGKV      | 00,25 Mio. 2022 | Kavala               |
| Flughafen Kefalonia                   | EFL       | LGKF      | 00,82 Mio. 2022 | Kefalonia            |
| Flughafen Korfu                       | CFU       | LGKR      | 03,75 Mio. 2022 | Korfu                |
| Flughafen Kos                         | KGS       | LGKO      | 02,79 Mio. 2022 | Kos                  |
| Flughafen Limnos                      | LXS       | LGLM      | 00,12 Mio. 2022 | Limnos               |
| Flughafen Mykonos                     | JMK       | LGMK      | 01,69 Mio. 2022 | Mykonos              |
| Flughafen Mytilini                    | MJT       | LGMT      | 00,44 Mio. 2022 | Mytilini, Lesbos     |
| Flughafen Rhodos                      | RHO       | LGRP      | 05,59 Mio. 2022 | Rhodos               |
| Flughafen Samos                       | SMI       | LGSM      | 00,45 Mio. 2022 | Samos                |
| Flughafen Santorin                    | JTR       | LGSR      | 02,74 Mio. 2022 | Santorin             |
| Flughafen Skiathos                    | JSI       | LGSK      | 00,51 Mio. 2022 | Skiathos             |
| Flughafen Thessaloniki                | SKG       | LGTS      | 05,92 Mio. 2022 | Thessaloniki         |
| Flughafen Zakynthos                   | ZTH       | LGZA      | 01,90 Mio. 2022 | Zakynthos            |

### Irland
| Name des Flughafens | IATA-Code | ICAO-Code | Passagiere      | Zugeordnete Stadt/Städte |
| ------------------- | --------- | --------- | --------------- | ------------------------ |
| Flughafen Cork      | ORK       | EICK      | 00,26 Mio. 2021 | Cork                     |
| Flughafen Dublin    | DUB       | EIDW      | 08,27 Mio. 2021 | Dublin                   |
| Flughafen Kerry     | KIR       | EIKY      | 00,12 Mio. 2021 | Tralee, Killarney        |
| Flughafen Knock     | NOC       | EIKN      | 00,17 Mio. 2021 | Castlebar                |
| Flughafen Shannon   | SNN       | EINN      | 00,32 Mio. 2021 | Limerick                 |
| Flughafen Waterford | WAT       | EIWF      | 00,00 Mio. 2019 | Waterford                |

### Island
| Name des Flughafens      | IATA-Code | ICAO-Code | Passagiere (2023) | Zugeordnete Stadt/Städte |
| ------------------------ | --------- | --------- | ----------------- | ------------------------ |
| Flughafen Akureyri       | AEY       | BIAR      | 191.841           | Akureyri                 |
| Flughafen Egilsstaðir    | EGS       | BIEG      | 92.795            | Egilsstaðir              |
| Flughafen Ísafjörður     | IFJ       | BIIS      |                   | Ísafjörður               |
| Flughafen Keflavík       | KEF       | BIKF      | 7.776.147         | Reykjavík/Keflavík       |
| Flughafen Reykjavík      | RKV       | BIRK      | 354.616           | Reykjavík                |
| Flughafen Vestmannaeyjar | VEY       | BIVM      |                   | Vestmannaeyjar           |

### Italien
| Name des Flughafens           | IATA-Code | ICAO-Code | Passagiere      | Zugeordnete Stadt               |
| ----------------------------- | --------- | --------- | --------------- | ------------------------------- |
| Flughafen Alghero             | AHO       | LIEA      | 01,39 Mio. 2019 | Alghero, Sardinien              |
| Flughafen Ancona              | AOI       | LIPY      | 00,49 Mio. 2019 | Ancona, Marken                  |
| Flughafen Bari                | BRI       | LIBD      | 05,55 Mio. 2019 | Bari, Apulien                   |
| Flughafen Bergamo             | BGY       | LIME      | 13,86 Mio. 2019 | Bergamo, Lombardei              |
| Flughafen Bologna             | BLQ       | LIPE      | 09,41 Mio. 2019 | Bologna, Emilia-Romagna         |
| Flughafen Bozen               | BZO       | LIBP      | 00,01 Mio. 2019 | Bozen, Trentino-Südtirol        |
| Flughafen Brescia-Montichiari | VBS       | LIPO      | 00,02 Mio. 2019 | Brescia, Lombardei              |
| Flughafen Brindisi            | BDS       | LIBR      | 02,70 Mio. 2019 | Brindisi, Apulien               |
| Flughafen Cagliari            | CAG       | LIEE      | 04,75 Mio. 2019 | Cagliari, Sardinien             |
| Flughafen Catania             | CTA       | LICC      | 10,22 Mio. 2019 | Catania, Sizilien               |
| Flughafen Comiso              | CIY       | LICB      | 00,35 Mio. 2019 | Comiso, Sizilien                |
| Flughafen Crotone             | CRV       | LIBC      | 00,17 Mio. 2019 | Crotone, Kalabrien              |
| Flughafen Cuneo               | CÚF       | LIMZ      | 00,09 Mio. 2019 | Cuneo, Piemont                  |
| Flughafen Florenz             | FLR       | LIRQ      | 02,87 Mio. 2019 | Florenz, Toskana                |
| Flughafen Foggia              | FOG       | LIBF      | 00,00 Mio. 2019 | Foggia, Apulien                 |
| Flughafen Forlì               | FRL       | LIPK      | 00,26 Mio. 2012 | Forlì, Emilia-Romagna           |
| Flughafen Genua               | GOA       | LIMJ      | 01,54 Mio. 2019 | Genua, Ligurien                 |
| Flughafen Lamezia Terme       | SUF       | LICA      | 02,98 Mio. 2019 | Lamezia Terme, Kalabrien        |
| Flughafen Lampedusa           | LMP       | LICD      | 00,28 Mio. 2019 | Lampedusa, Sizilien             |
| Flughafen Mailand-Linate      | LIN       | LIML      | 06,57 Mio. 2019 | Mailand, Lombardei              |
| Flughafen Mailand-Malpensa    | MXP       | LIMC      | 28,85 Mio. 2019 | Mailand, Lombardei              |
| Flughafen Neapel              | NAP       | LIRN      | 10,86 Mio. 2019 | Neapel, Kampanien               |
| Flughafen Olbia               | OLB       | LIEO      | 02,98 Mio. 2019 | Olbia, Sardinien                |
| Flughafen Palermo-Punta Raisi | PMO       | LICJ      | 07,02 Mio. 2019 | Palermo, Sizilien               |
| Flughafen Pantelleria         | PNL       | LICG      | 00,13 Mio. 2011 | Pantelleria, Sizilien           |
| Flughafen Parma               | PMF       | LIMP      | 00,08 Mio. 2019 | Parma, Emilia-Romagna           |
| Flughafen Perugia             | PEG       | LIRZ      | 00,22 Mio. 2019 | Perugia, Umbrien                |
| Flughafen Pescara             | PSR       | LIBP      | 00,70 Mio. 2019 | Pescara, Abruzzen               |
| Flughafen Pisa                | PSA       | LIRP      | 05,39 Mio. 2019 | Pisa, Toskana                   |
| Flughafen Reggio Calabria     | REG       | LICR      | 00,37 Mio. 2019 | Reggio Calabria, Kalabrien      |
| Flughafen Rimini              | RMI       | LIPR      | 00,40 Mio. 2019 | Rimini, Emilia-Romagna          |
| Flughafen Rom-Ciampino        | CIA       | LIRA      | 05,88 Mio. 2019 | Rom, Latium                     |
| Flughafen Rom-Fiumicino       | FCO       | LIRF      | 43,53 Mio. 2019 | Rom, Latium                     |
| Flughafen Salerno             | QSR       | LIRI      | 00,02 Mio. 2011 | Salerno, Kampanien              |
| Flughafen Trapani             | TPS       | LICT      | 00,41 Mio. 2019 | Trapani, Sizilien               |
| Flughafen Treviso             | TSF       | LIPH      | 03,25 Mio. 2019 | Treviso, Venetien               |
| Flughafen Triest              | TRS       | LIPQ      | 00,78 Mio. 2019 | Triest, Friaul-Julisch Venetien |
| Flughafen Turin               | TRN       | LIMF      | 03,95 Mio. 2019 | Turin, Piemont                  |
| Flughafen Venedig-Tessera     | VCE       | LIPZ      | 11,56 Mio. 2019 | Venedig, Venetien               |
| Flughafen Verona              | VRN       | LIPX      | 03,64 Mio. 2019 | Verona, Venetien                |

### Kosovo
| Name des Flughafens | IATA-Code | ICAO-Code   | Passagiere      | Zugeordnete Stadt |
| ------------------- | --------- | ----------- | --------------- | ----------------- |
| Flughafen Prishtina | PRN       | LYPR / BKPR | 03,42 Mio. 2023 | Prishtina         |

### Kroatien
| Name des Flughafens    | IATA-Code | ICAO-Code | Passagiere (2023) | Zugeordnete Stadt |
| ---------------------- | --------- | --------- | ----------------- | ----------------- |
| Flughafen Brač         | BWK       | LDSB      | 19.073            | Bol               |
| Flughafen Dubrovnik    | DBV       | LDDU      | 2.416.818         | Dubrovnik         |
| Flugplatz Lošinj       | LSZ       | LDLO      |                   | Mali Lošinj       |
| Flughafen Osijek/Klisa | OSI       | LDOS      | 35.654            | Osijek            |
| Flughafen Pula         | PUY       | LDPL      | 424.670           | Pula              |
| Flughafen Rijeka       | RJK       | LDRI      | 154.367           | Rijeka            |
| Flughafen Split        | SPU       | LDSP      | 3.358.902         | Split             |
| Flughafen Zadar        | ZAD       | LDZD      | 1.230.835         | Zadar             |
| Flughafen Zagreb       | ZAG       | LDZA      | 3.723.650         | Zagreb            |

### Lettland
| Name des Flughafens | IATA-Code | ICAO-Code | Passagiere (2023) | Zugeordnete Stadt |
| ------------------- | --------- | --------- | ----------------- | ----------------- |
| Flughafen Riga      | RIX       | EVRA      | 6.630.000         | Riga              |

### Litauen
| Name des Flughafens | IATA-Code | ICAO-Code | Passagiere (2023) | Zugeordnete Stadt |
| ------------------- | --------- | --------- | ----------------- | ----------------- |
| Flughafen Vilnius   | VNO       | EYVI      | 4.406.019         | Vilnius           |
| Flughafen Kaunas    | KUN       | EYKA      | 1.300.424         | Kaunas            |
| Flughafen Palanga   | PLQ       | EYPA      | 307.090           | Klaipėda/Palanga  |

### Luxemburg
| Name des Flughafens | IATA-Code | ICAO-Code | Passagiere      | Zugeordnete Stadt |
| ------------------- | --------- | --------- | --------------- | ----------------- |
| Flughafen Luxemburg | LUX       | ELLX      | 04,42 Mio. 2019 | Luxemburg         |

### Malta
| Name des Flughafens         | IATA-Code | ICAO-Code | Passagiere (2023) | Zugeordnete Stadt |
| --------------------------- | --------- | --------- | ----------------- | ----------------- |
| Malta International Airport | MLA       | LMML      | 7.800.000         | Luqa              |

### Moldau
| Name des Flughafens | IATA-Code | ICAO-Code | Passagiere (2023) | Zugeordnete Stadt |
| ------------------- | --------- | --------- | ----------------- | ----------------- |
| Flughafen Chișinău  | RMO       | LUKK      | 2.838.073         | Chișinău          |

### Montenegro
| Name des Flughafens | IATA-Code | ICAO-Code | Passagiere (2023) | Zugeordnete Stadt |
| ------------------- | --------- | --------- | ----------------- | ----------------- |
| Flughafen Podgorica | TGD       | LYPG      | 1.657.522         | Podgorica         |
| Flughafen Tivat     | TIV       | LYTV      | 848.188           | Tivat             |

### Niederlande
| Name des Flughafens          | IATA-Code | ICAO-Code | Passagiere      | Zugeordnete Stadt     |
| ---------------------------- | --------- | --------- | --------------- | --------------------- |
| Flughafen Amsterdam Schiphol | AMS       | EHAM      | 71,71 Mio. 2019 | Amsterdam             |
| Flughafen Eindhoven          | EIN       | EHEH      | 06,78 Mio. 2019 | Eindhoven             |
| Flughafen Enschede           | ENS       | EHTW      |                 | Enschede              |
| Flughafen Groningen          | GRQ       | EHGG      | 00,18 Mio. 2019 | Groningen             |
| Flughafen Lelystad           | LEY       | EHLE      |                 | Lelystad              |
| Maastricht Aachen Airport    | MST       | EHBK      | 00,43 Mio. 2019 | Aachen und Maastricht |
| Flughafen Rotterdam Den Haag | RTM       | EHRD      | 02,13 Mio. 2019 | Rotterdam             |

### Nordmazedonien
| Name des Flughafens | IATA-Code | ICAO-Code | Passagiere (2023) | Zugeordnete Stadt |
| ------------------- | --------- | --------- | ----------------- | ----------------- |
| Flughafen Skopje    | SKP       | LWSK      | 2.883.474         | Skopje            |
| Flughafen Ohrid     | OHD       | LWOH      | 265.800           | Ohrid             |

### Norwegen
| Name des Flughafens                | IATA-Code | ICAO-Code | Passagiere      | Zugeordnete Stadt/Städte |
| ---------------------------------- | --------- | --------- | --------------- | ------------------------ |
| Flughafen Ålesund-Vigra            | AES       | ENAL      | 01,06 Mio. 2016 | Ålesund                  |
| Flughafen Alta                     | ALF       | ENAT      | 00,38 Mio. 2016 | Alta                     |
| Flughafen Andøya, Andenes          | ANX       | ENAN      | 00,06 Mio. 2016 | Andøya                   |
| Flughafen Bardufoss                | BDU       | ENDO      | 00,24 Mio. 2016 | Målselv                  |
| Flughafen Bergen                   | BGO       | ENBR      | 05,95 Mio. 2016 | Bergen                   |
| Flughafen Bodø                     | BOO       | ENBO      | 01,80 Mio. 2016 | Bodø                     |
| Flughafen Brønnøysund              | BNN       | ENBN      | 00,13 Mio. 2016 | Brønnøysund              |
| Flughafen Båtsfjord                | BJF       | ENBF      | 00,03 Mio. 2016 | Båtsfjord                |
| Flughafen Florø                    | FRO       | ENFL      | 00,15 Mio. 2016 | Florø                    |
| Flughafen Førde                    | FDE       | ENBL      | 00,08 Mio. 2016 | Førde                    |
| Flughafen Mehamn                   | MEH       | ENMH      | 00,02 Mio. 2016 | Gamvik                   |
| Flughafen Sandane                  | SDN       | ENSD      | 00,04 Mio. 2016 | Gloppen                  |
| Flughafen Harstad/Narvik-Evenes    | EVE       | ENEV      | 00,72 Mio. 2016 | Harstad/Narvik           |
| Flughafen Hammerfest               | HFT       | ENHF      | 00,17 Mio. 2016 | Hammerfest               |
| Flughafen Haugesund                | HAU       | ENHD      | 00,63 Mio. 2016 | Haugesund, Karmøy        |
| Flughafen Honningsvåg Valan        | HVG       | ENHV      | 00,03 Mio. 2016 | Honningsvåg              |
| Flughafen Kirkenes-Høybuktmoen     | KKN       | ENKR      | 00,31 Mio. 2016 | Kirkenes                 |
| Flughafen Kristiansand-Kjevik      | KRS       | ENCN      | 01,02 Mio. 2016 | Kristiansand             |
| Flughafen Kristiansund-Kvernberget | KSU       | ENKB      | 00,30 Mio. 2016 | Kristiansund             |
| Flughafen Lakselv                  | LKL       | ENNA      | 00,06 Mio. 2016 | Lakselv                  |
| Flughafen Leknes                   | LKN       | ENLK      | 00,11 Mio. 2016 | Leknes                   |
| Flughafen Mo i Rana, Røssvoll      | MQN       | ENRA      | 00,13 Mio. 2016 | Mo i Rana                |
| Flughafen Molde-Arø                | MOL       | ENML      | 00,51 Mio. 2016 | Molde                    |
| Flughafen Mosjøen, Kjærstad        | MJF       | ENMS      | 00,08 Mio. 2016 | Mosjøen                  |
| Flughafen Moss, Rygge              | RYG       | ENRY      | 01,30 Mio. 2016 | Moss                     |
| Flughafen Namsos                   | OSY       | ENNM      | 00,05 Mio. 2016 | Namsos                   |
| Flughafen Narvik                   | NVK       | ENNK      | 00,03 Mio. 2016 | Narvik                   |
| Flughafen Oslo-Gardermoen          | OSL       | ENGM      | 25,79 Mio. 2016 | Oslo                     |
| Flughafen Sandefjord-Torp          | TRF       | ENTO      | 01,46 Mio. 2016 | Sandefjord, Oslo         |
| Flughafen Rørvik, Ryum             | RVK       | ENRM      | 00,05 Mio. 2016 | Rørvik                   |
| Flughafen Sandnessjøen, Stokka     | SSJ       | ENST      | 00,10 Mio. 2016 | Sandnessjøen             |
| Flughafen Skien                    | SKE       | ENSN      | 00,01 Mio. 2016 | Skien                    |
| Flughafen Sogndal                  | SOG       | ENSG      | 00,09 Mio. 2016 | Sogndal                  |
| Flughafen Stavanger-Sola           | SVG       | ENZV      | 04,19 Mio. 2016 | Stavanger, Sola          |
| Flughafen Stokmarknes, Skagen      | SKN       | ENSK      | 00,11 Mio. 2016 | Stokmarknes              |
| Flughafen Svalbard, Longyear       | LYR       | ENSB      | 00,17 Mio. 2016 | Longyearbyen, Svalbard   |
| Flughafen Svolvær, Helle           | SVJ       | ENSH      | 00,08 Mio. 2016 | Svolvær                  |
| Flughafen Tromsø                   | TOS       | ENTZ      | 02,10 Mio. 2016 | Tromsø                   |
| Flughafen Trondheim-Værnes         | TRD       | ENVA      | 04,42 Mio. 2016 | Trondheim                |
| Flughafen Vadsø                    | VDS       | ENVD      | 00,10 Mio. 2016 | Vadsø                    |
| Flughafen Ørsta-Volda, Hovden      | HOV       | ENOV      | 00,10 Mio. 2016 | Ørsta, Volda             |

### Österreich
| Name des Flughafens      | IATA-Code | ICAO-Code | Passagiere      | Zugeordnete Stadt        |
| ------------------------ | --------- | --------- | --------------- | ------------------------ |
| Flughafen Graz           | GRZ       | LOWG      | 00,23 Mio. 2021 | Graz                     |
| Flughafen Innsbruck      | INN       | LOWI      | 00,13 Mio. 2021 | Innsbruck                |
| Flughafen Klagenfurt     | KLU       | LOWK      | 00,03 Mio. 2021 | Klagenfurt am Wörthersee |
| Flughafen Linz           | LNZ       | LOWL      | 00,07 Mio. 2021 | Linz                     |
| Flughafen Salzburg       | SZG       | LOWS      | 00,30 Mio. 2021 | Salzburg                 |
| Flughafen Wien-Schwechat | VIE       | LOWW      | 10,41 Mio. 2021 | Wien                     |

### Polen
| Name des Flughafens                                       | IATA-Code | ICAO-Code | Passagiere (2023) | Zugeordnete Stadt                     |
| --------------------------------------------------------- | --------- | --------- | ----------------- | ------------------------------------- |
| Port Lotniczy Wrocław                                     | WRO       | EPWR      | 3.891.553         | Breslau, Niederschlesien              |
| Ignacy-Jan-Paderewski-Flughafen Bydgoszcz                 | BZG       | EPBY      | 366.067           | Bydgoszcz, Kujawien-Pommern           |
| Port Lotniczy Lech-Wałęsa                                 | GDN       | EPGD      | 5.907.280         | Danzig, Pommern                       |
| Flughafen Katowice                                        | KTW       | EPKT      | 5.609.022         | Kattowitz, Schlesien                  |
| Internationaler Flughafen Johannes Paul II. Krakau-Balice | KRK       | EPKK      | 9.404.611         | Krakau, Kleinpolen                    |
| Władysław-Reymont-Flughafen Łódź                          | LCJ       | EPLL      | 356.878           | Łódź, Woiwodschaft Łódź               |
| Flughafen Poznań-Ławica                                   | POZ       | EPPO      | 2.788.833         | Posen, Großpolen                      |
| Flughafen Rzeszów                                         | RZW       | EPRZ      | 1.020.189         | Rzeszów, Karpatenvorland              |
| Flughafen Stettin-Goleniów                                | SZZ       | EPSC      | 477.494           | Stettin, Westpommern                  |
| Chopin-Flughafen Warschau                                 | WAW       | EPWA      | 18.499.527        | Warschau, Masowien                    |
| Flughafen Warschau-Modlin                                 | WMI       | EPMO      | 3.400.967         | Warschau, Masowien                    |
| Flughafen Zielona Góra-Babimost                           | IEG       | EPZG      | 53.963            | Zielona Góra, Lebus                   |
| Flughafen Lublin-Świdnik                                  | LUZ       | EPLB      | 398.785           | Lublin, Woiwodschaft Lublin           |
| Flughafen Olsztyn-Mazury                                  | SZY       | EPSY      | 112.667           | Olsztyn, Woiwodschaft Ermland-Masuren |
| Flughafen Warschau-Radom                                  | RDO       | EPRA      | 104.770           | Radom, Woiwodschaft Masowien          |

### Portugal
| Name des Flughafens       | IATA-Code | ICAO-Code | Passagiere      | Zugeordnete Stadt     |
| ------------------------- | --------- | --------- | --------------- | --------------------- |
| Flughafen Faro            | FAO       | LPFR      | 08,17 Mio. 2022 | Faro                  |
| Flughafen Flores (Azoren) | FLW       | LPFL      | 00,04 Mio. 2008 | Flores, Azoren        |
| Flughafen Horta           | HOR       | LPHR      | 00,18 Mio. 2012 | Horta, Azoren         |
| Flughafen Lissabon        | LIS       | LPPT      | 28,26 Mio. 2022 | Lissabon              |
| Flughafen Madeira         | FNC       | LPMA      | 04,09 Mio. 2022 | Funchal, Madeira      |
| Flughafen Ponta Delgada   | PDL       | LPPD      | 01,27 Mio. 2015 | Ponta Delgada, Azoren |
| Flughafen Porto           | OPO       | LPPR      | 12,64 Mio. 2022 | Porto                 |
| Flughafen Porto Santo     | PXO       | LPPS      | 00,10 Mio. 2012 | Porto Santo, Madeira  |
| Flughafen Santa Maria     | SMA       | LPAZ      | 00,10 Mio. 2008 | Santa Maria, Azoren   |

### Rumänien
| Name des Flughafens             | IATA-Code | ICAO-Code | Passagiere (2023) | Zugeordnete Stadt |
| ------------------------------- | --------- | --------- | ----------------- | ----------------- |
| Flughafen Arad                  | ARW       | LRAR      | 14.365            | Arad              |
| Flughafen Bacău                 | BCM       | LRBC      | 249.802           | Bacău             |
| Flughafen Baia Mare             | BAY       | LRBM      | 89.940            | Baia Mare         |
| Flughafen Brașov-Ghimbav        | GHV       | LRBG      | 79.011            | Brașov            |
| Flughafen Bukarest-Băneasa      | BBU       | LRBS      | 68.130            | Bukarest          |
| Flughafen Bukarest Henri Coandă | OTP       | LROP      | 14.630.715        | Bukarest          |
| Flughafen Cluj-Napoca           | CLJ       | LRCL      | 3.240.750         | Cluj-Napoca       |
| Flughafen Constanța             | CND       | LRCK      | 113.544           | Constanța         |
| Flughafen Craiova               | CRA       | LRCV      | 597.990           | Craiova           |
| Flughafen Iași                  | IAS       | LRIA      | 2.338.377         | Iași              |
| Flughafen Oradea                | OMR       | LROD      | 152.543           | Oradea            |
| Flughafen Satu Mare             | SUJ       | LRSM      | 56.396            | Satu Mare         |
| Flughafen Sibiu                 | SBZ       | LRSB      | 550.397           | Sibiu             |
| Flughafen Suceava               | SCV       | LRSV      | 802.167           | Suceava           |
| Flughafen Târgu Mureș           | TGM       | LRTM      | 262.997           | Târgu Mureș       |
| Flughafen Timișoara             | TSR       | LRTR      | 1.354.859         | Timișoara         |
| Flughafen Tulcea                | TCE       | LRTC      | 300               | Tulcea            |

### Russland
Anmerkung: Mehrere Flughäfen liegen im asiatischen Teil von Russland
| Name des Flughafens                             | IATA-Code | ICAO-Code | Passagiere       | Zugeordnete Stadt          |
| ----------------------------------------------- | --------- | --------- | ---------------- | -------------------------- |
| Flughafen Abakan (in Asien)                     | ABA       | UNAA      | 00,10 Mio. 2011  | Abakan                     |
| Flughafen Anapa                                 | AAQ       | URKA      | 00,52 Mio. 2011  | Anapa                      |
| Flughafen Archangelsk                           | ARH       | ULAA      | 00,76 Mio. 2011  | Archangelsk                |
| Flughafen Barnaul (in Asien)                    | BAX       | UNBB      | 00,51 Mio. 2017  | Barnaul                    |
| Flughafen Chabarowsk (in Asien)                 | KHV       | UHHH      | 01,60 Mio. 2011  | Chabarowsk                 |
| Flughafen Irkutsk (in Asien)                    | IKT       | UIII      | 01,23 Mio. 2011  | Irkutsk                    |
| Flughafen Jakutsk (in Asien)                    | YKS       | UEEE      | 00,65 Mio. 2011  | Jakutsk                    |
| Flughafen Jekaterinburg-Kolzowo (in Asien)      | SVX       | USSS      | 04,25 Mio. 2015  | Jekaterinburg              |
| Flughafen Jemeljanowo (in Asien)                | KJA       | UNKL      | 01,63 Mio. 2011  | Krasnojarsk                |
| Flughafen Juschno-Sachalinsk (in Asien)         | UUS       | UHSS      | 00,77 Mio. 2011  | Juschno-Sachalinsk         |
| Flughafen Kaliningrad                           | KGD       | UMKK      | 01,23 Mio. 2011  | Kaliningrad                |
| Flughafen Kasan                                 | KZN       | UWKD      | 01,80 Mio. 2015  | Kasan                      |
| Flughafen Kemerowo (in Asien)                   | KEJ       | UNEE      | 00,37 Mio. 2011  | Kemerowo                   |
| Flughafen Krasnodar                             | KRR       | URKK      | 02,46 Mio. 2011  | Krasnodar                  |
| Flughafen Mineralnyje Wody                      | MRV       | URMM      | 00,97 Mio. 2011  | Mineralnyje Wody           |
| Flughafen Mirny                                 | MJZ       | UERR      | 00,40 Mio. 2008  | Mirny                      |
| Flughafen Moskau-Domodedowo                     | DME       | UUDD      | 30,50 Mio. 2015  | Moskau                     |
| Flughafen Moskau-Scheremetjewo                  | SVO       | UUEE      | 31,61 Mio. 2015  | Moskau                     |
| Flughafen Moskau-Wnukowo                        | VKO       | UUWW      | 15,81 Mio. 2015  | Moskau                     |
| Flughafen Murmansk                              | MMK       | ULMM      | 00,55 Mio. 2011  | Murmansk                   |
| Flughafen Nischnewartowsk (in Asien)            | NJC       | USNN      | 00,57 Mio. 2011  | Nischnewartowsk            |
| Flughafen Nischni Nowgorod-Strigino             | GOJ       | UWGG      | 00,46 Mio. 2011  | Nischni Nowgorod           |
| Flughafen Norilsk (in Asien)                    | NSK       | UOOO      | 00,45 Mio. 2011  | Norilsk                    |
| Flughafen Nowokusnezk-Spitschenkowo (in Asien)  | NOZ       | UNWW      | 0 0,13 Mio. 2011 | Nowokusnezk                |
| Flughafen Nowosibirsk-Tolmatschowo (in Asien)   | OVB       | UNNT      | 02,77 Mio. 2011  | Nowosibirsk                |
| Flughafen Nowy Urengoi (in Asien)               | NUX       | UMSU      | 00,45 Mio. 2011  | Nowy Urengoi               |
| Flughafen Omsk (in Asien)                       | OMS       | UNOO      | 00,73 Mio. 2011  | Omsk                       |
| Flughafen Orenburg                              | REN       | UWOO      | 00,45 Mio. 2011  | Orenburg                   |
| Flughafen Perm                                  | PEE       | USPP      | 00,87 Mio. 2011  | Perm                       |
| Flughafen Petropawlowsk-Kamtschatski (in Asien) | PKC       | UHPP      | 00,55 Mio. 2011  | Petropawlowsk-Kamtschatski |
| Flughafen Rostow am Don                         | ROV       | URRR      | 01,72 Mio. 2011  | Rostow am Don              |
| Flughafen Samara                                | KUF       | UWWW      | 01,74 Mio. 2011  | Samara                     |
| Flughafen Sankt Petersburg                      | LED       | ULLI      | 18,14 Mio. 2022  | Sankt Petersburg           |
| Flughafen Adler-Sotschi                         | AER       | URSS      | 02,09 Mio. 2011  | Sotschi                    |
| Flughafen Surgut (in Asien)                     | SGC       | USRR      | 01,20 Mio. 2011  | Surgut                     |
| Flughafen Tscheboksary                          | CSY       | UWKS      | 00,04 Mio. 2013  | Tscheboksary               |
| Flughafen Tscheljabinsk (in Asien)              | CEK       | USCC      | 00,83 Mio. 2011  | Tscheljabinsk              |
| Flughafen Tjumen (in Asien)                     | TJM       | USTR      | 01,08 Mio. 2011  | Tjumen                     |
| Flughafen Ulan-Ude (in Asien)                   | UUD       | UIUU      | 00,26 Mio. 2017  | Ulan-Ude                   |
| Flughafen Ufa                                   | UFA       | UWUU      | 02,79 Mio. 2017  | Ufa                        |
| Flughafen Wladiwostok (in Asien)                | VVO       | UHWW      | 01,46 Mio. 2011  | Wladiwostok                |
| Flughafen Wolgograd                             | VOG       | URWW      | 00,90 Mio. 2015  | Wolgograd                  |

### Schweden
| Name des Flughafens              | IATA-Code | ICAO-Code | Passagiere      | Zugeordnete Stadt/Städte |
| -------------------------------- | --------- | --------- | --------------- | ------------------------ |
| Flughafen Ängelholm-Helsingborg  | AGH       | ESTA      | 00,19 Mio. 2022 | Helsingborg              |
| Flughafen Åre Östersund          | OSD       | ESNZ      | 00,22 Mio. 2022 | Östersund                |
| Flughafen Arvidsjaur             | AJR       | ESNX      | 00,05 Mio. 2022 | Arvidsjaur               |
| Flughafen Borlänge               | BLE       | ESSD      | 00,01 Mio. 2022 | Borlänge                 |
| Flughafen Gällivare              | GEV       | ESNG      | 00,02 Mio. 2022 | Gällivare                |
| Flughafen Göteborg/Landvetter    | GOT       | ESGG      | 04,45 Mio. 2022 | Göteborg                 |
| Flughafen Halmstad               | HAD       | ESMT      | 00,08 Mio. 2022 | Halmstad                 |
| Flughafen Jönköping              | JKG       | ESGJ      | 00,02 Mio. 2022 | Jönköping                |
| Flughafen Kalmar                 | KLR       | ESMQ      | 00,11 Mio. 2022 | Kalmar                   |
| Flughafen Karlstad               | KSD       | ESOK      | 00,02 Mio. 2022 | Karlstad                 |
| Flughafen Kiruna                 | KRN       | ESNQ      | 00,20 Mio. 2022 | Kiruna                   |
| Flughafen Kristianstad           | KID       | ESMK      | 00,02 Mio. 2022 | Kristianstad             |
| Flughafen Linköping/Saab         | LPI       | ESSL      | 00,08 Mio. 2022 | Linköping                |
| Flughafen Luleå/Kallax           | LLA       | ESPA      | 00,91 Mio. 2022 | Luleå                    |
| Flughafen Lycksele               | LYC       | ESNL      | 00,01 Mio. 2022 | Lycksele                 |
| Flughafen Malmö                  | MMX       | ESMS      | 01,29 Mio. 2022 | Malmö                    |
| Flughafen Norrköping             | NRK       | ESSP      | 00,04 Mio. 2022 | Norrköping               |
| Flughafen Örebro                 | ORB       | ESOE      | 00,07 Mio. 2022 | Örebro                   |
| Flughafen Örnsköldsvik           | OER       | ESNO      | 00,01 Mio. 2022 | Örnsköldsvik             |
| Flughafen Ronneby                | RNB       | ESDF      | 00,10 Mio. 2022 | Ronneby/Karlskrona       |
| Flughafen Skellefteå             | SFT       | ESNS      | 00,27 Mio. 2022 | Skellefteå               |
| Flughafen Stockholm/Arlanda      | ARN       | ESSA      | 18,39 Mio. 2022 | Stockholm                |
| Flughafen Stockholm/Bromma       | BMA       | ESSB      | 01,12 Mio. 2022 | Stockholm                |
| Flughafen Stockholm-Skavsta      | NYO       | ESKN      | 00,56 Mio. 2022 | Stockholm/Nyköping       |
| Flughafen Stockholm-Västerås     | VST       | ESOW      | 00,10 Mio. 2022 | Stockholm/Västerås       |
| Flughafen Trollhättan-Vänersborg | THN       | ESGT      | 00,01 Mio. 2022 | Trollhättan              |
| Flughafen Sundsvall-Timrå        | SDL       | ESSN      | 00,05 Mio. 2022 | Sundsvall                |
| Flughafen Umeå                   | UME       | ESNU      | 00,61 Mio. 2022 | Umeå                     |
| Flughafen Växjö/Kronoberg        | VXO       | ESMX      | 00,15 Mio. 2022 | Växjö                    |
| Flughafen Visby                  | VBY       | ESSV      | 00,30 Mio. 2022 | Visby                    |

### Schweiz
In der Schweiz gibt es den Begriff Verkehrsflughafen nicht. Ein konzessionierter Flugplatz mit Betriebspflicht heißt in der Schweiz Flughafen. Es wird jedoch unterschieden zwischen Regionalflughäfen und Landesflughäfen (Zürich, Genf und Basel).
| Name des Flughafens                        | IATA-Code     | ICAO-Code | Passagiere      | Zugeordnete Stadt/Städte           |
| ------------------------------------------ | ------------- | --------- | --------------- | ---------------------------------- |
| Flughafen Basel-Mülhausen (in Frankreich)  | BSL/MLH/(EAP) | LFSB      | 03,61 Mio. 2021 | Basel, Mülhausen (F), Freiburg (D) |
| Flughafen Bern-Belp                        | BRN           | LSZB      | 00,02 Mio. 2021 | Bern                               |
| Flughafen Genf                             | GVA           | LSGG      | 05,92 Mio. 2021 | Genf                               |
| Flughafen Grenchen                         | ZHI           | LSZG      | 00,04 Mio. 2008 | Grenchen                           |
| Flughafen Lugano                           | LUG           | LSZA      | 00,10 Mio. 2018 | Lugano                             |
| Flughafen Engadin (auch Flugplatz Samedan) | SMV           | LSZS      | 00,03 Mio. 2007 | St. Moritz, Samedan                |
| Flughafen Sion                             | SIR           | LSGS      | 00,04 Mio. 2022 | Sion                               |
| Flugplatz St. Gallen-Altenrhein            | ACH           | LSZR      | 00,12 Mio. 2012 | St. Gallen, Bregenz (A)            |
| Flughafen Zürich                           | ZRH           | LSZH      | 22,56 Mio. 2022 | Zürich                             |

### Serbien
| Name des Flughafens | IATA-Code | ICAO-Code | Passagiere (2023) | Zugeordnete Stadt |
| ------------------- | --------- | --------- | ----------------- | ----------------- |
| Flughafen Belgrad   | BEG       | LYBE      | 7.946.714         | Belgrad           |
| Flughafen Niš       | INI       | LYNI      | 448.312           | Niš               |
| Flughafen Morava    | KVO       | LYKV      | 13.862            | Kraljevo          |

### Slowakei
| Name des Flughafens         | IATA-Code | ICAO-Code | Passagiere (2023) | Zugeordnete Stadt |
| --------------------------- | --------- | --------- | ----------------- | ----------------- |
| Bratislava (M. R. Štefánik) | BTS       | LZIB      | 1.813.660         | Bratislava        |
| Flughafen Košice            | KSC       | LZKZ      | 625.053           | Košice            |
| Flughafen Poprad-Tatry      | TAT       | LZTT      | 72.500            | Poprad            |
| Flughafen Žilina            | ILZ       | LZZI      |                   | Žilina            |

### Slowenien
| Name des Flughafens | IATA-Code | ICAO-Code | Passagiere      | Zugeordnete Stadt |
| ------------------- | --------- | --------- | --------------- | ----------------- |
| Flughafen Ljubljana | LJU       | LJLJ      | 01,27 Mio. 2023 | Ljubljana         |
| Flughafen Maribor   | MBX       | LJMB      | 00,01 Mio. 2011 | Maribor           |

### Spanien
| Name des Flughafens              | IATA-Code | ICAO-Code | Passagiere      | Zugeordnete Stadt                             |
| -------------------------------- | --------- | --------- | --------------- | --------------------------------------------- |
| Flughafen A Coruña               | LCG       | LECO      | 00,96 Mio. 2022 | A Coruña, Galicien                            |
| Flughafen Albacete               | ABC       | LEAB      | 00,01 Mio. 2022 | Albacete                                      |
| Flughafen Alicante               | ALC       | LEAL      | 13,21 Mio. 2022 | Alicante                                      |
| Flughafen Almería                | LEI       | LEAM      | 00,63 Mio. 2022 | Almería, Andalusien                           |
| Flughafen Asturias               | OVD       | LEAS      | 01,45 Mio. 2022 | Avilés, Asturien                              |
| Flughafen Badajoz                | BJZ       | LEBZ      | 00,07 Mio. 2022 | Badajoz, Extremadura                          |
| Flughafen Barcelona              | BCN       | LEBL      | 41,64 Mio. 2022 | Barcelona, Katalonien                         |
| Flughafen Bilbao                 | BIO       | LEBB      | 05,13 Mio. 2022 | Bilbao, Baskenland                            |
| Flughafen Córdoba                | OBD       | LEBA      | 00,01 Mio. 2022 | Córdoba, Andalusien                           |
| Flughafen El Hierro              | VDE       | GCHI      | 00,27 Mio. 2022 | Valverde, Kanarische Inseln                   |
| Flughafen Fuerteventura          | FUE       | GCFV      | 05,64 Mio. 2022 | Puerto del Rosario, Kanarische Inseln         |
| Flughafen Girona                 | GRO       | LEGE      | 01,14 Mio. 2022 | Girona/Barcelona, Katalonien                  |
| Flughafen Gran Canaria           | LPA       | GCLP      | 12,42 Mio. 2022 | Las Palmas de Gran Canaria, Kanarische Inseln |
| Flughafen Granada-Jaén           | GRX       | LEGR      | 00,91 Mio. 2022 | Granada/Jaén, Andalusien                      |
| Flughafen Ibiza                  | IBZ       | LEIB      | 08,16 Mio. 2022 | Ibiza, Balearische Inseln                     |
| Flughafen Jerez                  | XRY       | LEJR      | 00,92 Mio. 2022 | Jerez de la Frontera, Andalusien              |
| Flughafen La Gomera              | GMZ       | GCGM      | 00,10 Mio. 2022 | San Sebastián de La Gomera, Kanarische Inseln |
| Flughafen La Palma               | SPC       | GCLA      | 01,31 Mio. 2022 | Santa Cruz de La Palma, Kanarische Inseln     |
| Flughafen Lanzarote              | ACE       | GCRR      | 07,35 Mio. 2022 | Arrecife, Kanarische Inseln                   |
| Flughafen Logroño-Agoncillo      | RJL       | LELO      | 00,01 Mio. 2022 | Logroño, La Rioja                             |
| Flughafen León                   | LEN       | LELN      | 00,05 Mio. 2022 | León, Kastilien-León                          |
| Flughafen Madrid-Barajas         | MAD       | LEMD      | 50,63 Mio. 2022 | Madrid                                        |
| Flughafen Madrid-Torrejón        | TOJ       | LETO      | 00,03 Mio. 2022 | Madrid                                        |
| Flughafen Málaga                 | AGP       | LEMG      | 18,46 Mio. 2022 | Málaga, Andalusien                            |
| Flughafen Melilla                | MLN       | GEML      | 00,45 Mio. 2022 | Melilla                                       |
| Flughafen Menorca                | MAH       | LEMH      | 03,90 Mio. 2022 | Maó, Balearische Inseln                       |
| Flughafen Murcia-San Javier      | MJV       | LELC      | 00,84 Mio. 2022 | Murcia                                        |
| Flughafen Palma de Mallorca      | PMI       | LEPA      | 28,57 Mio. 2022 | Palma, Balearische Inseln                     |
| Flughafen Pamplona               | PMA       | LEPP      | 00,17 Mio. 2022 | Pamplona, Navarra                             |
| Flughafen Reus                   | REU       | LERS      | 00,91 Mio. 2022 | Reus/Barcelona, Katalonien                    |
| Flughafen Salamanca              | SLM       | LESA      | 00,01 Mio. 2022 | Salamanca, Kastilien-León                     |
| Flughafen Santander              | SDR       | LEXJ      | 01,10 Mio. 2022 | Santander, Kantabrien                         |
| Flughafen Santiago de Compostela | SCQ       | LEST      | 03,24 Mio. 2022 | Santiago de Compostela, Galicien              |
| Flughafen San Sebastián          | EAS       | LESO      | 00,38 Mio. 2022 | San Sebastian, Baskenland                     |
| Flughafen Saragossa              | ZAZ       | LEZG      | 00,63 Mio. 2022 | Saragossa, Aragonien                          |
| Flughafen Sevilla                | SVQ       | LEZL      | 06,78 Mio. 2022 | Sevilla, Andalusien                           |
| Flughafen Teneriffa Nord         | TFN       | GCXO      | 05,57 Mio. 2022 | Santa Cruz de Tenerife, Kanarische Inseln     |
| Flughafen Teneriffa Süd          | TFS       | GCTS      | 10,82 Mio. 2022 | Santa Cruz de Tenerife, Kanarische Inseln     |
| Flughafen Valladolid             | VLL       | LEVD      | 00,17 Mio. 2022 | Valladolid, Kastilien-León                    |
| Flughafen Valencia               | VLC       | LEVC      | 08,11 Mio. 2022 | Valencia                                      |
| Flughafen Vigo                   | VGO       | LEVX      | 00,95 Mio. 2022 | Vigo, Galicien                                |
| Flughafen Vitoria                | VIT       | LEVT      | 00,27 Mio. 2022 | Vitoria-Gasteiz, Baskenland                   |

### Tschechien
| Name des Flughafens | IATA-Code | ICAO-Code | Passagiere (2023) | Zugeordnete Stadt |
| ------------------- | --------- | --------- | ----------------- | ----------------- |
| Flughafen Budweis   |           | LKCS      |                   | Budweis           |
| Flughafen Brünn     | BRQ       | LKTB      | 686.867           | Brünn             |
| Flughafen Karlsbad  | KLV       | LKKV      | 12.861            | Karlsbad          |
| Flughafen Ostrava   | OSR       | LKMT      | 342.932           | Ostrava           |
| Flughafen Pardubice | PED       | LKPD      | 123.119           | Pardubice         |
| Flughafen Prag      | PRG       | LKPR      | 13.828.137        | Prag              |

### Türkei
Anmerkung: Aufgelistet sind nur die sich in Europa befindlichen türkischen Flughäfen.
| Name des Flughafens              | IATA-Code      | ICAO-Code | Passagiere (2023) | Zugeordnete Stadt |
| -------------------------------- | -------------- | --------- | ----------------- | ----------------- |
| Flughafen Istanbul               | IST (ehm. ISL) | LTFM      | 76.236.980        | Istanbul          |
| Flughafen Istanbul-Atatürk       | ISL (ehm. IST) | LTBA      |                   | Istanbul          |
| Flughafen Tekirdağ-Çorlu-Atatürk | TEQ            | LTBU      | 32.377            | Çorlu             |

### Ukraine
| Name des Flughafens       | IATA-Code | ICAO-Code | Passagiere (2019) | Zugeordnete Stadt |
| ------------------------- | --------- | --------- | ----------------- | ----------------- |
| Flughafen Charkiw         | HRK       | UKHH      | 1.340.800         | Charkiw           |
| Flughafen Cherson         | KHE       | UKOH      | 154.046           | Cherson           |
| Flughafen Czernowitz      | CWC       | UKLN      | 76.832            | Czernowitz        |
| Flughafen Dnipro          | DNK       | UKDD      | 338.888           | Dnipro            |
| Flughafen Donezk          | DOK       | UKCC      |                   | Donezk            |
| Flughafen Iwano-Frankiwsk | IFO       | UKLI      | 114.700           | Iwano-Frankiwsk   |
| Flughafen Kiew-Boryspil   | KBP       | UKBB      | 15.260.281        | Kiew              |
| Flughafen Kiew Zhuliany   | IEV       | UKKK      | 2.617.900         | Kiew              |
| Flughafen Krywyj Rih      | KWG       | UKDR      |                   | Krywyj Rih        |
| Flughafen Lemberg         | LWO       | UKLL      | 2.217.400         | Lemberg           |
| Flughafen Luhansk         | VSG       | UKCW      |                   | Luhansk           |
| Flughafen Odessa          | ODS       | UKOO      | 1.694.022         | Odessa            |
| Flughafen Saporischschja  | OZH       | UKDE      | 434.000           | Saporischschja    |
| Flughafen Simferopol      | SIP       | UKFF      | 5.140.000         | Simferopol        |
| Flughafen Winnyzja        | VIN       | UKWW      | 40.124            | Winnyzja          |

### Ungarn
| Name des Flughafens | IATA-Code | ICAO-Code | Passagiere (2023) | Zugeordnete Stadt |
| ------------------- | --------- | --------- | ----------------- | ----------------- |
| Flughafen Budapest  | BUD       | LHBP      | 14.701.080        | Budapest          |
| Flughafen Debrecen  | DEB       | LHDC      | 306.000           | Debrecen          |

### Vereinigtes Königreich
| Name des Flughafens                    | IATA-Code | ICAO-Code | Passagiere      | Zugeordnete Stadt/Städte              |
| -------------------------------------- | --------- | --------- | --------------- | ------------------------------------- |
| Flughafen Aberdeen International       | ABZ       | EGPD      | 01,08 Mio. 2021 | Aberdeen, Schottland                  |
| Belfast International Airport          | BFS       | EGAA      | 02,33 Mio. 2021 | Belfast, Nordirland                   |
| George Best Belfast City Airport       | BHD       | EGAC      | 00,81 Mio. 2021 | Belfast, Nordirland                   |
| Flughafen Birmingham                   | BHX       | EGBB      | 02,48 Mio. 2021 | Birmingham, England                   |
| Flughafen Blackpool                    | BLK       | EGNH      | 00,00 Mio. 2021 | Blackpool, England                    |
| Flughafen Bournemouth                  | BOH       | EGHH      | 00,20 Mio. 2021 | Bournemouth, England                  |
| Flughafen Bristol                      | BRS       | EGGD      | 02,09 Mio. 2021 | Bristol, England                      |
| Flughafen Cardiff                      | CWL       | EGFF      | 00,12 Mio. 2021 | Cardiff, Wales                        |
| Flughafen Coventry                     | CVT       | EGBE      | 00,00 Mio. 2021 | Coventry, England                     |
| Flughafen Derry                        | LDY       | EGAE      | 00,07 Mio. 2021 | Derry, Nordirland                     |
| Robin Hood Airport Doncaster Sheffield | DSA       | EGCN      | 00,31 Mio. 2021 | South Yorkshire, England              |
| Flughafen Durham Tees Valley           | MME       | EGNV      | 00,08 Mio. 2021 | Durham, England                       |
| Flughafen East Midlands                | EMA       | EGNX      | 00,83 Mio. 2021 | Derby, Leicester, Nottingham, England |
| Flughafen Edinburgh                    | EDI       | EGPH      | 03,02 Mio. 2021 | Edinburgh, Schottland                 |
| Flughafen Exeter                       | EXT       | EGTE      | 00,13 Mio. 2021 | Exeter, England                       |
| Flughafen Glasgow                      | GLA       | EGPF      | 02,07 Mio. 2021 | Glasgow, Schottland                   |
| Flughafen Glasgow-Prestwick            | PIK       | EGPK      | 00,08 Mio. 2021 | Glasgow, Schottland                   |
| Flughafen Guernsey                     | GCI       | EGJB      | 00,25 Mio. 2021 | Forest, Guernsey                      |
| Flughafen Humberside                   | HUY       | EGNJ      | 00,03 Mio. 2021 | Kingston upon Hull, England           |
| Flughafen Inverness                    | INV       | EGPE      | 00,36 Mio. 2021 | Inverness, Schottland                 |
| Flughafen Isle of Man                  | IOM       | EGNS      | 00,18 Mio. 2021 | Douglas, Isle of Man                  |
| Flughafen Jersey                       | JER       | EGJJ      | 00,68 Mio. 2021 | Saint Peter, Jersey                   |
| Flughafen Kirkwall                     | KOI       | EGPA      | 00,09 Mio. 2021 | Kirkwall, Schottland                  |
| Flughafen Leeds/Bradford               | LBA       | EGNM      | 00,74 Mio. 2021 | Leeds, Bradford, England              |
| Liverpool John Lennon Airport          | LPL       | EGGP      | 01,17 Mio. 2021 | Liverpool, England                    |
| London City Airport                    | LCY       | EGLC      | 00,72 Mio. 2021 | London, England                       |
| Flughafen London-Gatwick               | LGW       | EGKK      | 06,26 Mio. 2021 | London, England                       |
| Flughafen London-Heathrow              | LHR       | EGLL      | 19,39 Mio. 2021 | London, England                       |
| Flughafen London-Luton                 | LTN       | EGGW      | 04,67 Mio. 2021 | London, England                       |
| London Southend Airport                | SEN       | EGMC      | 00,09 Mio. 2021 | London, England                       |
| Flughafen London-Stansted              | STN       | EGSS      | 07,15 Mio. 2021 | London, England                       |
| Flughafen Manchester                   | MAN       | EGCC      | 06,09 Mio. 2021 | Manchester, England                   |
| Flughafen Newcastle                    | NCL       | EGNT      | 01,02 Mio. 2021 | Newcastle, England                    |
| Flughafen Newquay                      | NQY       | EGDG      | 00,11 Mio. 2021 | Newquay, England                      |
| Flughafen Norwich                      | NWI       | EGSH      | 00,13 Mio. 2021 | Norwich, England                      |
| Flughafen Plymouth                     | PLH       | EGHD      | 00,00 Mio. 2021 | Plymouth, England                     |
| Flughafen Scatsta                      | SCS       | EGPM      | 00,00 Mio. 2021 | Lerwick, Schottland                   |
| Flughafen Southampton                  | SOU       | EGHI      | 00,26 Mio. 2021 | Southampton, England                  |
| St. Mary’s Airport                     | ISC       | EGHE      | 00,07 Mio. 2021 | St. Mary’s (Scilly-Inseln), England   |
| Flughafen Stornoway                    | SYY       | EGPO      | 00,06 Mio. 2021 | Stornoway, Schottland                 |
| Flughafen Sumburgh                     | LSI       | EGPB      | 00,18 Mio. 2021 | Lerwick, Schottland                   |

### Zypern
| Name des Flughafens | IATA-Code | ICAO-Code | Passagiere      | Zugeordnete Stadt/Städte               |
| ------------------- | --------- | --------- | --------------- | -------------------------------------- |
| Flughafen Ercan     | ECN       | LCEN      | 04,84 Mio. 2024 | Nikosia, Türkische Republik Nordzypern |
| Flughafen Larnaka   | LCA       | LCLK      | 08,66 Mio. 2024 | Larnaka, Zypern                        |
| Flughafen Paphos    | PFO       | LCPH      | 03,63 Mio. 2024 | Paphos, Zypern                         |

Anmerkung: Zypern wird geographisch Asien zugeordnet.